# محمود دهقانی
محمود دهقانی (زاده چهارم دی ۱۳۳۶ در کازرون) نویسنده و پژوهشگر ایرانی است.

## زندگی‌نامه
محمود دهقانی (به انگلیسی: Mahmoud Dehgani) در دی ۱۳۳۶ در کازرون به دنیا آمد. دوران کودکی در ایران بوده ولی بیشتر عمر خود را در خارج از ایران گذرانده است. کار نویسندگی را از نوجوانی آغاز کرد. او در رابطه با رنج پناهندگان ایرانی در کشورهای گوناگون، مقاله و داستان‌های کوتاه می‌نوشت. در رشته‌های سینماتوگرافی، رسانه‌های گروهی و معماری تحصیل و از دانشگاه‌های مادرید اسپانیا و سیدنی استرالیا فارغ‌التحصیل شده است. نخستین اثر او در نویسندگی رمان روستائی بورکی است که در سال ۱۳۷۴ در ایران به چاپ رسید. مدت بیست سال از عمر خود را با سازمان عفو بین‌الملل در راه آزادی زندانیان سیاسی ایران و جهان در اروپا و اقیانوسیه به فعالیت پرداخته است.

## دبستان، دبیرستان و دانشگاه
در کودکی: دبستان خواجو، ایران، نوجوانی: دبیرستان ایرانیان، دبی. سینماتوگرافی، مدرسه سینما "تای"، مادرید. زبان و فرهنگ اسپانیا "کامایاس" دانشگاه، مادرید. رسانه‌های تصویری، دانشگاه سیدنی. ارشد هنرهای تجسمی، دانشگاه سیدنی. دکترای معماری، دانشگاه تکنولوژی، سیدنی استرالیا.

## زبان
فارسی. اسپانیولی. انگلیسی. اردو. عربی و همچنین آشنا به زبان‌های ایتالیائی و پرتقالی.

## سفر
مسافرت به ۶۴ کشور جهان از سن ۱۳ تا ۵۶ سالگی.

## آثار
رمان:
بورکی.انتشارات نوید، ایران.

## مجموعه داستان
پشت یک چکه اشک. چاپ ایران.
توفان باربادوس. چاپ ایران.

## نمایشنامه
ناوگانی از قایق‌ها. چاپ ایران

## پژوهش
معماری روزگار صفوی ایران ۱۵۰۱ – ۱۷۳۶ میلادی. انگلیسی ،دانشگاه تکنولوژی،سیدنی.
ساختمان‌های اصفهان. فارسی
ساختمان‌های معماری صفوی قزوین تختگاه شاه تهماسپ یکم. فارسی. انتشارات موسسه فرهنگی جستارنامه هنر
ساختمان‌های کاخ ها و باغ های ییلاقی شاه عباس یکم در مازندران. فارسی.انتشارات موسسه فرهنگی جستارنامه هنر
جرز و آوارهای طلایی.فارسی.انتشارات موسسه فرهنگی جستارنامه هنر 
کنارتخته و میراث تنگ جیز ساسانیان در دشت خشت کازرون. فارسی. انتشارات کتاب هرمز
بافت کهن دهدشت شهر راهبردی سپاه صفوی. فارسی.انتشارات موسسه فرهنگی جستارنامه هنر

## هیات تحریریه
- عضویت در هیات تحریریه فصلنامه علمی تخصصی جستارنامه فرهنگ و هنر اسلامی[۶]

## مطالب ومقالات
محمود دهقانی در گستره تاریخ معماری، هنر و گردشگری به گونه‌ای گسترده نوشتاری در روزنامه‌ها و مجلات فارسی درون و برون مرز دارد که با دستیابی به برخی از نوشتاری که بر سایت‌های الکترونیکی نیز بازتاب داشته‌اند، به ترتیب تاریخ چاپ، به آن‌ها اشاره می‌شود.
قلعه تاریخی هرمز در خلیج فارس. " ایران بوم "، نگرشی بر تاریخ و فرهنگ ایران زمین .۲۴ بهمن ۱۳۸۹
نقدی بر بازسازی و نگهداری آثار باستانی خوزستان." خوز نیوز ". ۱۵ بهمن ۱۳۹۰
آینده گردشگری در لارستان و شهر اوز. " هیئت امنای دانشگاه آزاد اسلامی واحد اوز ". ۹ اردیبهشت ۱۳۹۱
اوز، بهشت گم شدهٔ گردشگران. خبرگزاری دانشجویان ایران " ایسنا ". ۱۶ اردیبهشت ۱۳۹۱
نقدی برنوشتار دکتر محمود دهقانی مربوط به باز سازی و نگهداری آثار باستانی خوزستان. باقر علوی. مجله " میراث ایران ". بخش نخست: ص ۲۵ شماره ۶۶ تابستان ۱۳۹۱. بخش دوم: ص ۲۷ سال هفدهم شماره ۶۷ پائیز ۱۳۹۱. بر روی سایت ۱۰ شهریور ۱۳۹۱
دهدشت؛ نمونه‌ای از معماری و شهرسازی صفویه. فصلنامه " فروزش " انجمن فرهنگی افراز، پنجمین شماره. ۱۷ فروردین ۱۳۹۲
در سوگ نلسون ماندلا، مشعل خاموش شده آفریقا. هفته نامه " نسیم جنوب ". ۱۸ آذر ۱۳۹۲
به مناسبت زاد روز عباس جوانمرد، هنرمند تئاتر. وبگاه " تیوال ". ۲ بهمن ۱۳۹۲
افسانه‌های مردم فارسی زبان. " ا یران بوم "، نگرشی بر تاریخ و فرهنگ ایران زمین. ۲۹ اسفند ۱۳۹۲
آستانه و مدرسه خان روزگار شاه عباس یکم، در شیراز. " ایران بوم ". نگرشی بر تاریخ و فرهنگ ایران زمین. ۲۴ فروردین ۱۳۹۳
مارکز، شمع شبستان رمان و غول رئالیسم جادوئی. مجله " هفته ". ۲۳ مارس ۲۰۱۴ برابر با ۳ فروردین ۱۳۹۳
ناقوس فرو خفته کلیسای بوشهر. هفته نامه " نسیم جنوب ". ۱ تیر ۱۳۹۳
جستاره هائی از بورکی و رویدادهای دشت خشت. " روزنوشت‌های محمود دهقانی ". ۵ مهر ۱۳۹۳
پیشینه بارگاه امام حسین، در عراق. هفته نامه " نسیم جنوب ". ۱۶ آبان ۱۳۹۳
محیط زیست و آب انبارهای ایران و استرالیا. پایگاه خبری و تحلیلی " صحبت نو ". ۲۵ دی ۱۳۹۳
گردشگری و سینه پر درد نگهبانان میراث فرهنگی. سایت " استان کهگیلویه و بویر احمد ". ۷ آذر ۱۳۹۴
به مناسبت درگذشت مهندس عبدالحمید اشراق. «ستاوین» شبکه معماری ایران. ۲۳ آذر ۱۳۹۴
عاشق عیسوی و شاه عباس صفوی. مجله " بخارا ". بازتاب در پایگاه خبری تحلیلی صحبت. ۱۳ اردیبهشت ۱۳۹۵
ویرانی کاخ شاه عباس به دست افسر قزاق. مجله «میراث ایران». ۸ تیر ۱۳۹۵
یادی از پرویز پروین، ستاره‌ای که درخشید و خاموش شد. مجله " هفته ". ۶ مرداد ۱۳۹۵
بوشهر و سفر زیبای نوروز با عمه نساء. مجله شهروند ۵ اسفند ۱۳۹۵

## آثار صوتی و تصویری
ضبط اشعار پرویز پروین با صدای خود شاعر، مادرید اسپانیا.
شعر " فصل روستا :" پرویز پروین . صدابردار: دکتر محمود دهقانی Parviz Parvin . Recordist: Mahmoud Dehgani
شعر " مرثیه‌ای برای دل تنگم :" پرویز پروین . صدابردار: دکتر محمود دهقانی Parviz Parvin . Recordist: Mahmoud Dehgani
شعر « به بلندی به اسم تب‌ها و تازیانه‌ها:» پرویز پروین . صدابردار: محمود دهقانی Parviz Parvin . Recordist: Mahmoud Dehgani
مستندی دربارهٔ موزیسین ایرانی داوود اردلان تبریزی، سیدنی استرالیا.
محمود دهقانی ، گفتگو با داوود اردلان تبریزی Interview with Davood A Tabrizi by Mahmoud Dehgani
سرودن شعر ترانه فارسی «من و تو».
"من و تو": ترانه سرا دکتر محمود دهقانی خواننده علیرضا امیر آقائی (ستاری) “Me and you”: Lyricist: Dr Mahmoud Dehgani Singer: Alireza Amiraghaei (Satari).